# Rimini Calcio Football Club 2006-2007
Questa pagina raccoglie i dati riguardanti il Rimini Calcio Football Club nelle competizioni ufficiali della stagione 2006-2007.

## Stagione

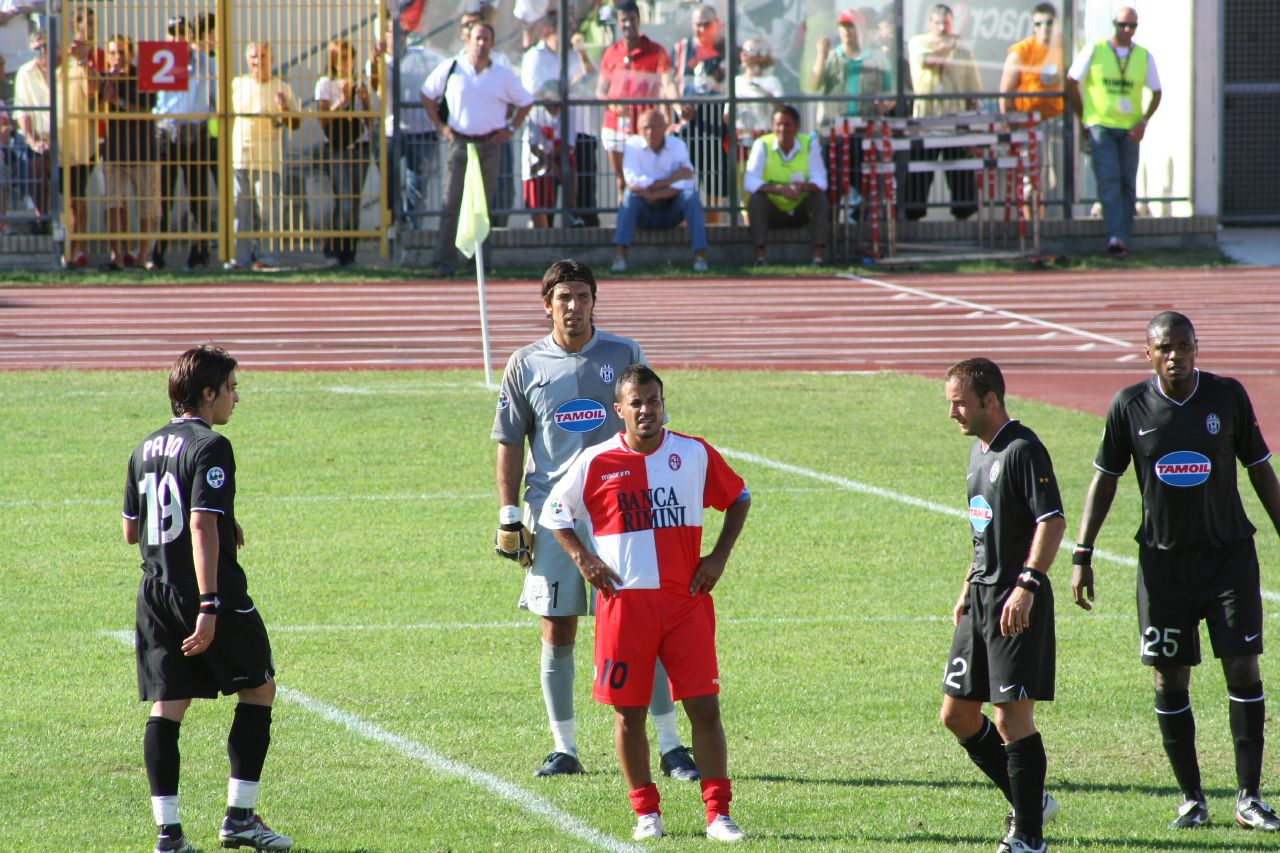
Prima giornata, Rimini-Juventus 1-1

La Serie B 2006-2007 vede la partecipazione di club pluriscudettati come Juventus (retrocessa dalla giustizia sportiva dopo lo scandalo Calciopoli), Napoli e Genoa oltre ad altre società con un recente passato nella massima serie, ad esempio Bologna, Brescia, Lecce, Bari.
La stagione si apre ufficialmente con il debutto in Coppa Italia, competizione in cui i biancorossi escono con la sconfitta di misura subita contro la Sampdoria.
Pochi giorni più tardi viene stilato il calendario di Serie B con il Rimini che si ritrova ad affrontare alla 1ª giornata proprio la Juventus, che si presenta nel campionato cadetto per la prima volta nella sua blasonata storia. Passano in vantaggio i bianconeri, ma il Rimini in dieci uomini pareggia con una rete di Ricchiuti realizzata al fresco campione del mondo Buffon.
Nel corso del torneo la formazione riminese risiede stabilmente nella prima metà della classifica, arrivando a toccare il primo posto in classifica il 22 dicembre 2006 (in coabitazione col Piacenza, nell'attesa che la Juventus recuperi una partita).
Il 21 maggio 2007, a tre giornate dalla fine del campionato, un improvviso malore stronca il patron Vincenzo Bellavista.
Al termine del campionato il 5º posto finale significherebbe l'accesso ai play-off, ma gli stessi play-off non vengono disputati a causa della regola che promuove direttamente la terza classificata in caso di distacco di almeno 10 punti nei confronti della quarta.

## Divise e sponsor
Lo sponsor tecnico per la stagione 2006-2007 è Macron. La maglia casalinga a scacchi biancorossi prevede lo sponsor Banca di Rimini mentre sulle maglie da trasferta campeggia il logo della Cocif, azienda di Longiano detentrice di gran parte delle quote societarie della stessa Rimini Calcio.
| Casa | Trasferta | Terza Divisa | Quarta Divisa |

## Organigramma societario
Area direttiva
- Amministratore delegato: Vincenzo Bellavista
- Presidente: Luca Benedettini
- Vice Presidente: Ivan Ventimiglia

Area organizzativa
- Team manager: Piergiorgio Ceccherini

Area comunicazione
- Ufficio Stampa: Giuseppe Meluzzi
- Segretario: Giorgio Drudi, Floriano Evangelisti

Area tecnica
- Direttore sportivo: Walter Muratori
- Allenatore: Leonardo Acori
- Preparatori atletici: Danilo Chiodi, Marco Greco
- Preparatore dei portieri: Giancarlo Bellucci

Area sanitaria
- Medico sociale: Cesare Gori
- Massaggiatori: Davide Lodovichetti, Pietro Rossini

## Rosa
| N. |                      | Ruolo | Calciatore         |
| -- | -------------------- | ----- | ------------------ |
| 1  | Italia (bandiera)    | P     | Maurizio Pugliesi  |
| 2  | Italia (bandiera)    | D     | Roberto Vitiello   |
| 3  | Italia (bandiera)    | D     | Paolo Bravo        |
| 4  | Italia (bandiera)    | C     | Emmanuel Cascione  |
| 5  | Italia (bandiera)    | D     | Sandro Porchia     |
| 6  | Italia (bandiera)    | D     | Emiliano Milone    |
| 7  | Italia (bandiera)    | C     | Francesco Valiani  |
| 8  | Italia (bandiera)    | C     | Renzo Tasso        |
| 9  | Italia (bandiera)    | A     | Davide Moscardelli |
| 10 | Argentina (bandiera) | C     | Adrián Ricchiuti   |
| 11 | Italia (bandiera)    | A     | Emilio Docente     |
| 11 | Italia (bandiera)    | C     | Alex Ambrosini     |
| 14 | Ghana (bandiera)     | C     | Ahmed Barusso      |
| 17 | Italia (bandiera)    | C     | Biagio Pagano      |
| 21 | Italia (bandiera)    | D     | Maurizio Peccarisi |
| 22 | Slovenia (bandiera)  | P     | Samir Handanovič   |

| N. |                    | Ruolo | Calciatore              |
| -- | ------------------ | ----- | ----------------------- |
| 23 | Italia (bandiera)  | P     | Marco Temeroli          |
| 24 | Italia (bandiera)  | C     | Alfredo Cardinale       |
| 27 | Brasile (bandiera) | A     | Jeda                    |
| 30 | Italia (bandiera)  | C     | Alessandro Semprini     |
| 31 | Brasile (bandiera) | D     | Digão                   |
| 32 | Italia (bandiera)  | A     | Alessandro Matri        |
| 36 | Italia (bandiera)  | C     | Roberto Bischeri        |
| 40 | Italia (bandiera)  | C     | Luca Bezzi              |
| 45 | Italia (bandiera)  | C     | Enrico Pezzi            |
| 46 | Italia (bandiera)  | C     | Stefano Di Fiordo       |
| 46 | Italia (bandiera)  | C     | Andrea Monaldini        |
| 50 | Italia (bandiera)  | C     | Antonio Pignataro       |
| 55 | Italia (bandiera)  | C     | Domenico Cristiano      |
| 77 | Italia (bandiera)  | D     | Dario Baccin            |
| 79 | Italia (bandiera)  | D     | Pierre Giorgio Regonesi |

## Risultati

### Serie B

#### Girone di andata
| Arbitro: | Saccani (Mantova) |

|               |           |          |
| Ricchiuti 74’ | Marcatori | 60’ Paro |

| Arbitro: | Damato (Barletta) |

|                         |           |                 |
| G. Greco 23’ Sculli 31’ | Marcatori | 65’ Moscardelli |

| Arbitro: | Herberg (Messina) |

|                          |           |              |
| Moscardelli 62’ Jeda 77’ | Marcatori | 51’ Di Nardo |

| Arbitro: | Gava (Conegliano) |

|                |           |                                    |
| Mingazzini 51’ | Marcatori | 48’ Jeda 64’ Ricchiuti 69’ Barusso |

| Arbitro: | Marelli (Como) |

|               |           |              |
| Ricchiuti 21’ | Marcatori | 57’ Sforzini |

| Arbitro: | Rocchi (Firenze) |

|              |           |  |
| De Zerbi 51’ | Marcatori |  |

| Arbitro: | Stefanini (Prato) |

|             |           |                                |
| Schiavi 20’ | Marcatori | 3’ (aut.) Petráš 18’ Ricchiuti |

| Arbitro: | Bertini (Arezzo) |

|                      |           |  |
| Jeda 63’ Barusso 68’ | Marcatori |  |

| Arbitro: | Mazzoleni (Bergamo) |

|  |           |                           |
|  | Marcatori | 67’ Baccin 90'+1’ Valiani |

| Arbitro: | Celi (Campobasso) |

|          |           |                |
| Jeda 80’ | Marcatori | 69’ Belingheri |

| Arbitro: | Trefoloni (Siena) |

|              |           |  |
| Quadrini 71’ | Marcatori |  |

| Arbitro: | Velotto (Grosseto) |

|                                   |           |  |
| Cascione 21’ Jeda 23’ Porchia 26’ | Marcatori |  |

| Arbitro: | Messina (Bergamo) |

|                     |           |          |
| Salvetti 17’ (rig.) | Marcatori | 66’ Jeda |

| Arbitro: | Lena (Ciampino) |

|                 |           |                  |
| Moscardelli 45’ | Marcatori | 45'+2’ L. Rigoni |

| Arbitro: | Saccani (Mantova) |

|  |           |                                                                        |
|  | Marcatori | 29’ Valiani 36’ R. Vitiello 64’ Jeda 78’ (rig.) Ricchiuti 81’ Bischeri |

| Arbitro: | Tagliavento (Terni) |

|                                |           |  |
| Valiani 55’ Moscardelli 90'+5’ | Marcatori |  |

| Arbitro: | Marelli (Como) |

|                          |           |                              |
| Scaglia 5’ Santoruvo 25’ | Marcatori | 75’ Cascione 87’ Moscardelli |

| Arbitro: | Orsato (Schio) |

|                            |           |               |
| Jeda 5’ (rig.) Valiani 44’ | Marcatori | 82’ Confalone |

| Arbitro: | Romeo (Verona) |

|                                                      |           |                 |
| Floro Flores 5’ Martinetti 22’ (rig.), 51’ Bondi 66’ | Marcatori | 37’ Moscardelli |

| Arbitro: | Salati (Trento) |

|                 |           |               |
| Moscardelli 31’ | Marcatori | 14’ Abruzzese |

| Arbitro: | Palanca (Roma) |

|                                 |           |                 |
| Di Cesare 26’ Caridi 69’ (rig.) | Marcatori | 10’ Moscardelli |

#### Girone di ritorno
| Torino 3 febbraio 2007, ore 20:30 CET 22ª giornata | Juventus       | 0 – 0 | Rimini | Stadio Olimpico\| Arbitro: \| Marelli (Como) \| |
| Arbitro:                                           | Marelli (Como) |       |        |                                                 |

| Arbitro: | Saccani (Mantova) |

|           |           |  |
| Baccin 9’ | Marcatori |  |

| Arbitro: | Pieri (Lucca) |

|                       |           |                 |
| D'Antoni 6’ Dedič 17’ | Marcatori | 81’ R. Vitiello |

| Rimini 24 febbraio 2007, ore 15:00 CET 25ª giornata | Rimini                   | 0 – 0 | Bologna | Stadio Romeo Neri\| Arbitro: \| Morganti (Ascoli Piceno) \| |
| Arbitro:                                            | Morganti (Ascoli Piceno) |       |         |                                                             |

| Modena 3 marzo 2007, ore 15:00 CET 26ª giornata | Modena            | 0 – 0 | Rimini | Stadio Alberto Braglia\| Arbitro: \| Celi (Campobasso) \| |
| Arbitro:                                        | Celi (Campobasso) |       |        |                                                           |

| Arbitro: | Dondarini (Finale Emilia) |

|                 |           |                   |
| Jeda 49’ (rig.) | Marcatori | 20’ (rig.) Calaiò |

| Arbitro: | Mazzoleni (Bergamo) |

|             |           |  |
| Porchia 31’ | Marcatori |  |

| Arbitro: | Damato (Barletta) |

|  |           |                     |
|  | Marcatori | 10’ Matri 61’ Matri |

| Arbitro: | Orsato (Schio) |

|               |           |  |
| Ricchiuti 70’ | Marcatori |  |

| Bergamo 25 marzo 2007, ore 15:00 CEST 31ª giornata | AlbinoLeffe       | 0 – 0 | Rimini | Stadio Atleti Azzurri d'Italia\| Arbitro: \| Stefanini (Prato) \| |
| Arbitro:                                           | Stefanini (Prato) |       |        |                                                                   |

| Arbitro: | Squillace (Catanzaro) |

|                           |           |  |
| Jeda 12’ (rig.) Matri 64’ | Marcatori |  |

| Arbitro: | Celi (Campobasso) |

|            |           |  |
| William 7’ | Marcatori |  |

| Arbitro: | Giannoccaro (Lecce) |

|          |           |  |
| Matri 2’ | Marcatori |  |

| Arbitro: | Velotto (Grosseto) |

|             |           |                 |
| Schwoch 39’ | Marcatori | 86’ Moscardelli |

| Arbitro: | Lops (Torino) |

|                 |           |                               |
| Pagano 13’, 46’ | Marcatori | 27’ Vantaggiato 27’ Aquilanti |

| Arbitro: | Giannoccaro (Lecce) |

|           |           |               |
| Simón 52’ | Marcatori | 46’ Ricchiuti |

| Arbitro: | Marelli (Como) |

|  |           |               |
|  | Marcatori | 58’ Santoruvo |

| Arbitro: | Celi (Campobasso) |

|                                                   |           |                                                      |
| C. Colombo 3’ Scarlato 89’ Guidetti 90'+3’ (rig.) | Marcatori | 2’ (rig.) Jeda 9’ Valiani 43’ Ricchiuti 90'+2’ Bravo |

| Arbitro: | Mazzoleni (Bergamo) |

|  |           |                       |
|  | Marcatori | 36’, 81’ Floro Flores |

| Arbitro: | Gava (Conegliano) |

|               |           |            |
| Graffiedi 64’ | Marcatori | 42’ Pagano |

| Arbitro: | Rosetti (Torino) |

|               |           |            |
| Jeda 43’, 56’ | Marcatori | 75’ Godeas |

### Coppa Italia
| Arbitro: | Pierpaoli (Firenze) |

|                         |           |  |
| Valiani 101’ Matri 103’ | Marcatori |  |

| Arbitro: | Pantana (Macerata) |

|                 |           |                              |
| Jeda 50’ (rig.) | Marcatori | 37’ Bonazzoli 86’ Delvecchio |